# Il tuttofare (film)
Il tuttofare è un film del 2018 diretto da Valerio Attanasio.
La pellicola ha come protagonisti Sergio Castellitto, Guglielmo Poggi, Elena Sofia Ricci e Clara Alonso. La trama trova ispirazione letteraria, per stessa ammissione del regista, nel Lazarillo de Tormes (1554), primo romanzo picaresco, di autore ignoto, che narra le vicende di un giovane vagabondo disposto a utilizzare mezzi leciti e illeciti per sopravvivere nella Spagna del XVI secolo sconvolta da una grave crisi economica.

## Trama
Antonio Bonocore è un praticante legale che lavora - senza contratto e per 300 euro al mese - come assistente del professor Salvatore "Toti" Bellastella, principe del foro e docente di Diritto penale. Per Bellastella, Antonio fa di tutto, comprese la spesa e la preparazione di pasti gourmet, precipitandosi ogni giorno dall'agro romano al centro della Capitale dopo due ore di trasporti pubblici. Ma il suo zelo polivalente non basta: per fargli compiere il salto di qualità, Bellastella propone al giovane praticante il sacrificio personale di sposare Isabel, l'amante argentina dell'avvocato, e permetterle di acquisire la cittadinanza italiana. Antonio deve quindi mediare fra la sua coscienza e il desiderio di affermarsi in un mondo dominato dalle raccomandazioni; per di più, finisce invischiato in una questione riguardante i Malaspina, appartenenti alla sacra corona unita, e clienti di Bellastella.

## Distribuzione
La pellicola, distribuita da Vision Distribution, è uscita nelle sale italiane il 19 aprile 2018, posizionandosi al quarto posto del box office nel primo weekend. Sul mercato estero il film, con il titolo internazionale The Handyman, è stato distribuito in diversi paesi, tra cui Repubblica Ceca e Slovacchia (con il titolo Jednou nohou v base), Cina e in Russia (con il titolo Стажёр).

## Accoglienza
La pellicola è stata accolta in maniera molto positiva dalla critica. Su Il Messaggero Francesco Alò promuove il film, lodando l'interpretazione dei due protagonisti: «Attanasio, classe 1978, dimostra già maturità alla regia. Castellitto è sublime nel creare questo mostro dall'irresistibile carisma mentre Poggi è bravo a reggere il ritmo di questo nostro fuoriclasse del grottesco. Che coppia. Che film.». Su Comingsoon Antonio Bracco scrive che il film «azzecca perfettamente toni e umori, prima di tutto grazie a una sceneggiatura dal ritmo sostenuto con personaggi brillanti. Attanasio investe nella costruzione generale, raccoglie risultati quando i nodi vengono al pettine e dimostra di conoscere i confini della commedia brillante fermandosi sempre un passo prima della farsa».
MyMovies loda l'interpretazione di Sergio Castellitto che «costruisce un personaggio (molto ben scritto da Valerio Attanasio) spassoso ma che non concede nulla all'empatia del pubblico: un cattivo carismatico che non strizza l'occhio agli spettatori e non li invita subliminalmente all'emulazione».
Gianni Canova scrive sul personaggio interpretato da Castellitto: «Un mostro. L’ultimo erede di quell’interminabile galleria di mostri che dalle commedie ciniche di Risi e Monicelli fino ai giorni nostri ha dato voce e volto a una certa idea di italianità. L’avvocato Toti Bellastella appartiene alla loro genìa: cialtrone e vanesio, esercita la professione forense con una spregiudicatezza amorale impressionante e nasconde sotto l’habitus rispettabile di professore ordinario di Diritto Penale una congenita vocazione alla corruzione, al compromesso, all’inganno, all’ossequio nei confronti dei potenti e al disprezzo nei confronti dei più deboli. Sergio Castellitto – qui in una delle sue più convincenti prove d’attore – dà al personaggio una coloritura antropologica di rara efficacia, riuscendo a inchiodarlo a una cialtroneria gassmaniana senza però farlo cadere mai nella macchietta o nella caricatura [...] la teatralità, la messinscena, la finzione più spudorata sono i tratti salienti dell’identità del personaggio e Castellitto li esprime con una sorta di metarecitazione che lo porta a interpretare il ruolo di un cialtrone che recita praticamente in ogni attimo della sua vita... [...] e che fa girare attorno a sé come una trottola il giovane factotum interpretato da Guglielmo Poggi, in una sorta di riedizione della coppia Gassman-Trintignant di Il sorpasso: come nel capolavoro di Risi, anche qui c’è un cialtrone spaccone vanaglorioso mascalzone e c’è un giovane gentile, ingenuo, sorridente e perbene. Il personaggio del giovane "tuttofare", con il miraggio di essere assunto, ubbidisce agli ordini: corre a comprare il pesce, cucina, offre le mentine al Professore, si china per allacciargli le scarpe, fa finta di svenire in tribunale per interrompere un’udienza che si stava mettendo male e arriva perfino a sposare la sua giovane amante spagnola per farle avere la cittadinanza italiana (qualcosa di analogo accadeva già anche fra Gastone Moschin e Ugo Tognazzi nel film del 1968 Sissignore)».
Wired parla di «un set di battute, controbattute, affermazioni e a volte silenzi estremamente credibili e mai adagiati sulle scelte più banali», mentre Serena Nannelli su Il Giornale scrive che il film "dotato di splendide premesse regala svariati momenti divertenti [...] Castellitto, nei panni del cinico e suadente mascalzone, giganteggia: è davvero spassoso e regala una performance che discende direttamente da quelle di grandi attori della nostra tradizione come Tognazzi, Gassman e Sordi. Egocentrico e abietto, tiranneggiato dalla ricca moglie (Elena Sofia Ricci), il suo Bellastella è una sorta di carismatico Azzeccagarbugli contemporaneo. [...] quando, a un certo punto, una svolta narrativa lo fa sparire, il vuoto si sente. Guglielmo Poggi, da solo, per quanto bravo e convincente, non è in grado di reggere tutto il peso di un film che inizia a girare a vuoto, investendo nel ritmo frenetico e nell'accumulo di vicissitudini rocambolesche".
Michele Anselmi su Cinemonitor definisce Il tuttofare «un film adrenalinico, satirico, survoltato, a tratti davvero divertente, che rilancia continuamente sul piano delle trovate e delle trovatine sceneggiatorie, quasi a non far prendere fiato [...] sembra un episodio allungato dei "Mostri" di Risi, o dei "Nuovi mostri" se preferite, naturalmente riveduto e corretto alla luce dell’odierna "lotta per la sopravvivenza».
Gabriele Niola su Badtaste.it loda la sceneggiatura: «la vera caratteristica che illumina Il tuttofare è un ritmo fuori da ogni canone per il cinema italiano».

## Riconoscimenti
- 2018 - Nastro d'argento
  - Candidatura Miglior regista esordiente a Valerio Attanasio[16]
  - Candidatura Miglior attore di commedia a Sergio Castellitto[16]
  - Premio Guglielmo Biraghi come miglior attore rivelazione a Guglielmo Poggi

## Collegamenti con altre opere
- Nel film ci sono diversi omaggi ai film della commedia all'italiana: il protagonista si chiama Antonio Bonocore, come il personaggio interpretato da Totò ne La banda degli onesti (1956) di Camillo Mastrocinque[17]; la scena dell'avvocato Bellastella che entra nell'università circondato dal suo stuolo d'assistenti si rifà ad una scena simile - che vede per protagonista Alberto Sordi - de Il prof. dott. Guido Tersilli primario della clinica Villa Celeste convenzionata con le mutue (1969) di Luciano Salce[18]; il personaggio di Bellastella poi, nelle scene delle sue sedute processuali, rievoca i manierismi dell'avvocato difensore - interpretato da  Vittorio De Sica - nel film Altri tempi - Zibaldone n. 1 (1952) di Alessandro Blasetti. Lo stesso intreccio del film richiama, seppur per sommi capi, la trama di Sissignore (1968), scritto da Tonino Guerra e diretto ed interpretato da Ugo Tognazzi.[11]
- Il regista ha altresì dichiarato d'aver attinto molto anche dal cinema di Billy Wilder. Non a caso, la trama del film presenta non pochi spunti da L'appartamento (1960), mentre la scena iniziale riprende lo stesso espediente narrativo di Viale del tramonto (1950), in cui la voce fuori campo del protagonista, partendo a posteriori dalla scena finale, avvia la narrazione.[19]
- La scena in cui Antonio, mentre corre in un campo di grano per raggiungere l'aeroporto (dovendo recarsi a Palermo per trattare, su ordine dei Malaspina, una tregua con una famiglia mafiosa rivale di quest'ultimi), viene sorvolato da un aereo di linea che vola a bassa quota, richiama esplicitamente - nella composizione dell'inquadratura - la celebre scena dell'inseguimento aereo in Intrigo internazionale (1959) di Alfred Hitchcock.[19]